# Fabián Allende Barrera
Fabián Allende Barrera (Quillota, 1801 - Santiago, 1862) fue un sacerdote y político chileno. Fue hijo de Antonio de Allende-Salazar y Llano Villegas y de Carmen de la Barrera Ortiz de Zárate. Fue un religioso agustino, prior y posteriormente Superior del Convento de Quillota; definidor del Capítulo Provincial de su orden religiosa. También fue cura párroco de Limache.
En su incursión en la política fue diputado por Quillota y Limache (1825-1826), donde participó de la Comisión de Asuntos Eclesiásticos. Tras dejar el Congreso no volvió a la política activa y pasó al clero secular.